# عبدالغفور ایران‌نژاد

عبدالغفور ایران‌نژاد (زادهٔ ۱۳۳۵ در چابهار) نمایندهٔ دوره دهم حوزهٔ انتخابیهٔ چابهار، نیک‌شهر، کنارک و قصرقند در مجلس شورای اسلامی است. او پیشتر در دوره‌های هفتم، ششم و چهارم نیز عضو مجلس بود. وی در دور دهم مجلس شورای اسلامی با کسب ۸۲٬۴۷۳ رای از مجموع ۲۰۱٬۹۴۸ رای معادل ۴۰٫۸۳ درصد آرا، به مجلس راه پیدا کرد.